# Roger Mohr
Pour les articles homonymes, voir Mohr.
Roger Mohr (né le 1er juin 1947 à Thionville, mort le 15 juin 2017 à La Tronche,) est un enseignant chercheur français, spécialisé en informatique et en mathématiques, directeur de l'École nationale supérieure d'informatique et de mathématiques appliquées de Grenoble (ENSIMAG) entre 2003 et 2008.

## Biographie
La carrière universitaire de Roger Mohr débute après une agrégation de mathématiques qu'il prépare à l'ENS Cachan. Il obtient son premier emploi comme assistant à l'IUT de Nancy où il prépare puis défend  en 1972 une thèse en informatique sous la direction de Claude Pair.  Ensuite il devient professeur à l'Université de Nancy I, puis à l'École des Mines de Nancy.
Après sa mutation à l'ENSIMAG, il crée en 1988 une équipe de recherche dans le domaine de la vision par ordinateur.
En 1999, il est directeur du laboratoire de recherche français de Xerox Research Europe à Meylan.
Il retourne à la recherche publique et à l'enseignement supérieur en 2002, à l'Institut polytechnique de Grenoble. Il y est directeur du laboratoire GRAVIR, puis de l'ENSIMAG entre 2003 et 2008.
Il est  chercheur à INRIA et professeur émérite à Institut polytechnique de Grenoble jusqu'en 2017.
Parmi ses contributions scientifiques on peut noter :
- en 1986, la construction de l'algorithme optimal d'élagage de réseaux de contraintes, (Arc and Path Consistency revisited);
- de 1990 à 1996, à travers un ensemble de travaux de son équipe de recherche à Grenoble, l'usage de la géométrie projective en vision par ordinateur, (voir un Projective geometry for image analysis);
- en 1996, l'introduction de descripteurs invariants locaux pour la reconnaissance (travaux avec son étudiante de thèse Cordelia Schmid) (voir Local grayvalue invariants for image retrieval)

Il reçoit en 2006 avec Cordelia Schmid le prix Longuet-Higgins, pour leur article "Combining greyvalue invariants with local constraints for object recognition" paru en 1996 dans CVPR.